# Luca Sganzini
Luca Sganzini (* 30. Januar 1952 in Zürich; † 29. November 1979 in Marokko) war ein Schweizer Autor, Bergführer, Bergsteiger sowie Pionier des Sportkletterns und der Pfadfinderbewegung im Tessin.

## Leben
Luca Sganzini war der Sohn des Anwalts, Politikers und Präsidenten des SAC und der UIAA Carlo Sganzini. Er wuchs in Lugano auf, studierte Recht an der Universität Zürich und arbeitete als Rechtsanwalt in der Kanzlei seines Vaters.
Er war kantonaler Instruktor des Pfadfinderverbandes.
Der passionierte Kletterer war ein Pionier des modernen Sportkletterns im Tessin, aktiv vor allem in den Denti della Vecchia bei Lugano und in den Dolomiten. Er befasste sich intensiv mit modernen Trainingsformen im Klettersport.
Als Teilnehmer der ersten Tessiner Himalayaexpedition erreichte er am 18. Oktober 1978 den Gipfel des Pumori. Im September 1979 erhielt er das Diplom als Bergführer.
Sganzini schrieb Essays zu Fragen des Alpinismus und Kurzgeschichten, die Texte erschienen postum als Buch.
Am 29. November 1979 stürzte er beim Abseilen am Palon de la Ajiou im Hohen Atlas zu Tode.
Die Familie unterstützte den Bau einer Schutzhütte in den Denti della Vecchia, die Capanna Baita del Luca, und schuf eine Stiftung zur Förderung der Pfadfinderbewegung im Tessin. Freunde eröffneten zur Erinnerung eine schwierige Route in den Denti della Vecchia, die sie Sconfiggere il Drago nannten.